# Atapuerca
|  | Per a altres significats, vegeu «jaciment arqueològic d'Atapuerca». |

Atapuerca és un municipi de la província de Burgos a la comunitat autònoma de Castella i Lleó. Forma part de la comarca d'Alfoz de Burgos. S'hi troba el jaciment arqueològic d'Atapuerca, inscrit al Patrimoni de la Humanitat per la UNESCO.

## Història
El febrer del 1035, a la mort de Sanç III de Navarra, va esclatar una lluita entre Garcia Sanxes i Ferran I de Castella, pel repartiment de terres castellanes, i morí Garcia en la batalla d'Atapuerca el 15 de setembre del 1054.

## Economia
A part de l'agricultura de secà típica de la regió, el municipi ha crescut significativament en l'àmbit econòmic, demogràfic i social amb l'impacte generat amb el jaciment arqueològic i els seus serveis associats. El 15% de la població activa ja es dedica al turisme, aquesta "terciarització" de la seva economia ha revertit el despoblament i ha fet que torni a créixer el nombre d'habitants, rejovenint la població i situant la mitjana d'edat en 42 anys.

## Demografia
| 1991 | 1996 | 2001 | 2004 |
| ---- | ---- | ---- | ---- |
| 151  | 202  | 196  | 200  |